# ETMS
ETMS (Electronic Territory Management System) : désigne un système de gestion électronique de terrain. On associe également ce terme à l'automatisation de la force de vente (Sales Force Automation, SFA), et plus communément à la gestion de la relation client (Customer Relationship Management, CRM). L'ETMS est une solution globale de gestion de la force de vente sur la zone de chalandise d'une entreprise.
Par exemple dans l'industrie pharmaceutique, le leadership mondial partage entre les sociétés Dendrite International et Siebel (racheté en 2005 par Oracle), le système le plus utilisé en France étant pour des raisons historiques détenu par la société Cegedim leader sur ce marché depuis 1969. En grande distribution, outre Dendrite International, on retrouve des solutions comme B&B Market, Statigest, publisoft, Coheris, MEI et update software. ...
En 2007, a racheté son principal concurrent américain Dendrite International pour donner naissance à un leader mondial Cegedim-Dendrite, renommé Cegedim Relationship Management (CRM) en 2010.